# Ardanovce
Ardanovce (deutsch Ardanowitz, ungarisch Árdánfalva – bis 1907 Ardanóc) ist eine Gemeinde im Westen der Slowakei mit 233 Einwohnern (Stand 31. Dezember 2024) und gehört zum Okres Topoľčany, einem Kreis des Nitriansky kraj.

## Geographie
Die Gemeinde befindet sich im Nordwestteil des Hügellandes Nitrianska pahorkatina, einem Teil des slowakischen Donautieflands, am Fuße des Südteils von Považský Inovec. Durch den Ort fließt ein Zufluss des Flüsschens Radošinka. Das Ortszentrum liegt auf einer Höhe von 251 m n.m. und ist 14 Kilometer von Piešťany sowie 24 Kilometer von Topoľčany entfernt.
Nachbargemeinden sind Radošina im Norden, Nordosten und Osten, Šalgovce im Süden und Westen sowie Ratnovce und Banka im Nordwesten.

## Geschichte

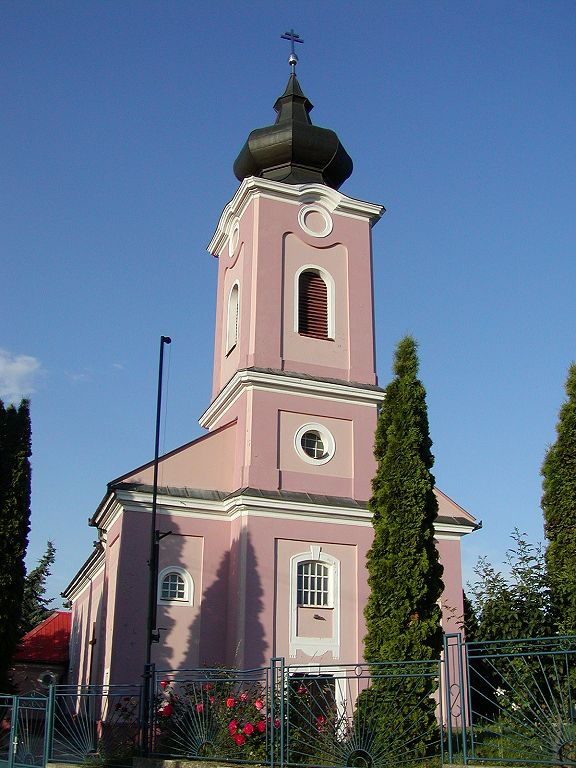
Kirche im Ort

Der Ort wurde zum ersten Mal 1317 als Jardan schriftlich erwähnt und ab dem Jahr 1332 Besitz des Neutraer Bistums, verwaltet von Radošina aus, später teilweise des Neutraer Kapitels. Die kleine Siedlung Dvorec wurde zum ersten Mal 1404 schriftlich erwähnt. 1598, kurz vor einem verheerenden osmanischen Einfall, hatte die Ortschaft 24 Häuser. 1787 zählte man in Ardanovce 44 Häuser und 244 Einwohner, deren Haupteinnahmequellen Landwirtschaft und teilweise Kalkbrennerei waren.
Bis 1918 gehörte der im Komitat Neutra liegende Ort zum Königreich Ungarn und kam danach zur Tschechoslowakei beziehungsweise heute Slowakei.

## Bevölkerung
| Jahr                | 1994 | 2004    | 2014     | 2024     |
| ------------------- | ---- | ------- | -------- | -------- |
| Anzahl der Personen | 234  | 239     | 209      | 233      |
| Unterschied         |      | +2,13 % | −12,55 % | +11,48 % |

| Jahr                | 2023 | 2024    |
| ------------------- | ---- | ------- |
| Anzahl der Personen | 221  | 233     |
| Unterschied         |      | +5,42 % |

Nach der Volkszählung 2011 wohnten in Ardanovce 223 Einwohner, davon 220 Slowaken und ein Tscheche. Zwei Einwohner machten keine Angabe zur Ethnie.
206 Einwohner bekannten sich zur römisch-katholischen Kirche, vier Einwohner zu den Zeugen Jehovas und ein Einwohner zur Evangelischen Kirche A. B. Ein Einwohner war konfessionslos und bei 11 Einwohnern wurde die Konfession nicht ermittelt.

## Bauwerke und Denkmäler
- römisch-katholische Erzengel-Michael-Kirche im spätgotischen Stil aus dem Jahr 1503, 1705 barockisiert und 1754 erweitert
- Pfarrhaus aus dem Jahr 1787, 1804 klassizistisch gestaltet